# Ferreira Itajubá
Manuel Virgílio Ferreira, ou Ferreira Itajubá (Natal, 21 de Agosto de 1877? – Rio de Janeiro, 30 de Junho de 1912) foi um poeta potiguar.

## Vida
Existem controvérsias quanto à sua data de nascimento. O próprio poeta assinou certo documento declarando que nasceu em 1877. Na casa em que nasceu, na rua Chile, 63, existe hoje uma placa de mármore com os dizeres: 1875. Câmara Cascudo defende o ano de 1876.
Ferreira Itajubá aprendeu as primeiras letras, com o professor Tertuliano Pinheiro (Terto) e com Joaquim Lourival Soares da Câmara, o Professor Panqueca, filho do consagrado poeta Lourival Açucena.
Era filho de potiguares. Seu pai, Joaquim José Ferreira, morreu de varíola quando ele tinha apenas seis anos. Sua mãe, Francisca Ferreira de Oliveira, nasceu em Morrinhos, no município de Touros. Foi ela quem criou o poeta, que teve que trabalhar desde cedo.
Aos doze anos, começou a trabalhar na loja de Antônio Sátiro, na rua Chile. Depois de quatro anos, foi morar em Macau, onde trabalhou na loja de Antônio Deodato. Lá, adoeceu de varíola e logo retornaria a Natal, e ao antigo emprego, mas com melhor salário e permissão para estudar. Mas com a morte de seu patrão, teve de procurar por outras fontes de renda. Fundou um circo no quintal de sua casa, e trabalhou como escrevente na Associação de Praticagem, em Natal, Macau e Areia Branca. Foi bedel da escola onde estudou, o Atheneu, e pintava letreiros comerciais nas horas vagas.
Funda em 1896, o jornal literário O Echo, de circulação semanal. No ano seguinte, funda a revista A Manhã. Escreveu para quase todos os jornais de seu tempo, entre eles: A República, Diário de Natal, Gazeta do Comércio, A Capital, O Trabalho, O Arurau, A Tampa, A Rua, Pax, O Torpedo.
Sua poesia era ligada ao Romantismo, mas com influência do Parnasianismo e do Simbolismo.
Foi criticado pela condição econômica e também pela pouca escolaridade.

## Obra
- Terra Natal (1914)
- Harmonias do Norte(1927)
- Dispersos(2009)
- Lenda de Extremoz
- Perfil de Jesus

Ferreira Itajubá escreveu o poema No Campo Santo, em homenagem póstuma ao também poeta e conterrâneo Lourival Açucena:
| “ | Morreste e não soubeste, ó grande veterano, Que, quando por Natal, a rosa todo ano Floresce alegremente, entre as demais roseiras, O prado embalsamando, ao lado das primeiras, esta alma não rebenta em rosas de ilusão Como quando cantaste ao som do violão. | ” |